# Velenje
Velenje (pronuncia [ʋɛˈlɛːnjɛ], in tedesco Wöllan) è una città della Slovenia. Fondata dai conti carinziani Von Heunberg, e citata per la prima volta nel 1264 come centro commerciale sorto attorno al castello, grazie all'estrazione della lignite, la città si è espansa in particolare dopo la II guerra mondiale. Dopo la morte del presidente iugoslavo Josip Broz Tito, venne il 10 ottobre 1981 ribattezzata Titovo Velenje (lett. Velenje di Tito), ma tornò al vecchio nome poco dopo l'indipendenza della Slovenia il 17 luglio 1990.
Velenje è la sede della fabbrica di elettrodomestici Gorenje, ed è la città natale di Jolanda Čeplak, mezzofondista slovena e vincitrice di una medaglia di bronzo alle Olimpiadi.

## Geografia fisica
Velenje si trova nel nord-est della Slovenia, dista circa 85 km dalla capitale Lubiana è una delle più grandi città del paese, Maribor e Celje, sono a 75 km e 25 km di distanza. La città austriaca di Graz dista circa 130 km.

## Origini del nome
Il nome deriva da Velen'e selo ovvero "villaggio di Velenъ". Il nome dunque deriva dal sostantivo sloveno Velen ovvero "pascolo per il bestiame".

## Storia

### Origini
Le prime notizie della città si attestano intorno al 1264, la città era nota come Weln (come Welan nel 1270, Welen/Belen nel 1296).

### Epoca moderna
La parte vecchia della città attuale era una città di mercato con 364 abitanti, che si trovava ai piedi del Castello di Velenje. L'industria mineraria di lignite ha contribuito all'espansione della città prima della seconda guerra mondiale.
Dopo la guerra, Velenje si è rapidamente sviluppata ed è diventata una città moderna. La città è stata progettata e costruita attorno al 1950, al tempo della Repubblica Socialista di Slovenia, come prototipo di città socialista di stampo modernista.
La piazza centrale della città dedicata a Tito è stata inaugurata il 20 settembre 1959. Vi possiamo trovare la più alta statua di Tito nel mondo (circa 10 metri o 33 piedi). È stata progettato da Antun Augustinčić e Vladimir Herljević. Nella piazza si sono incontrati Nikita Chruščëv e Leonid Brežnev, così come Edward Gierek e Nicolae Ceaușescu.

## Monumenti e luoghi d'interesse

### Aree naturali

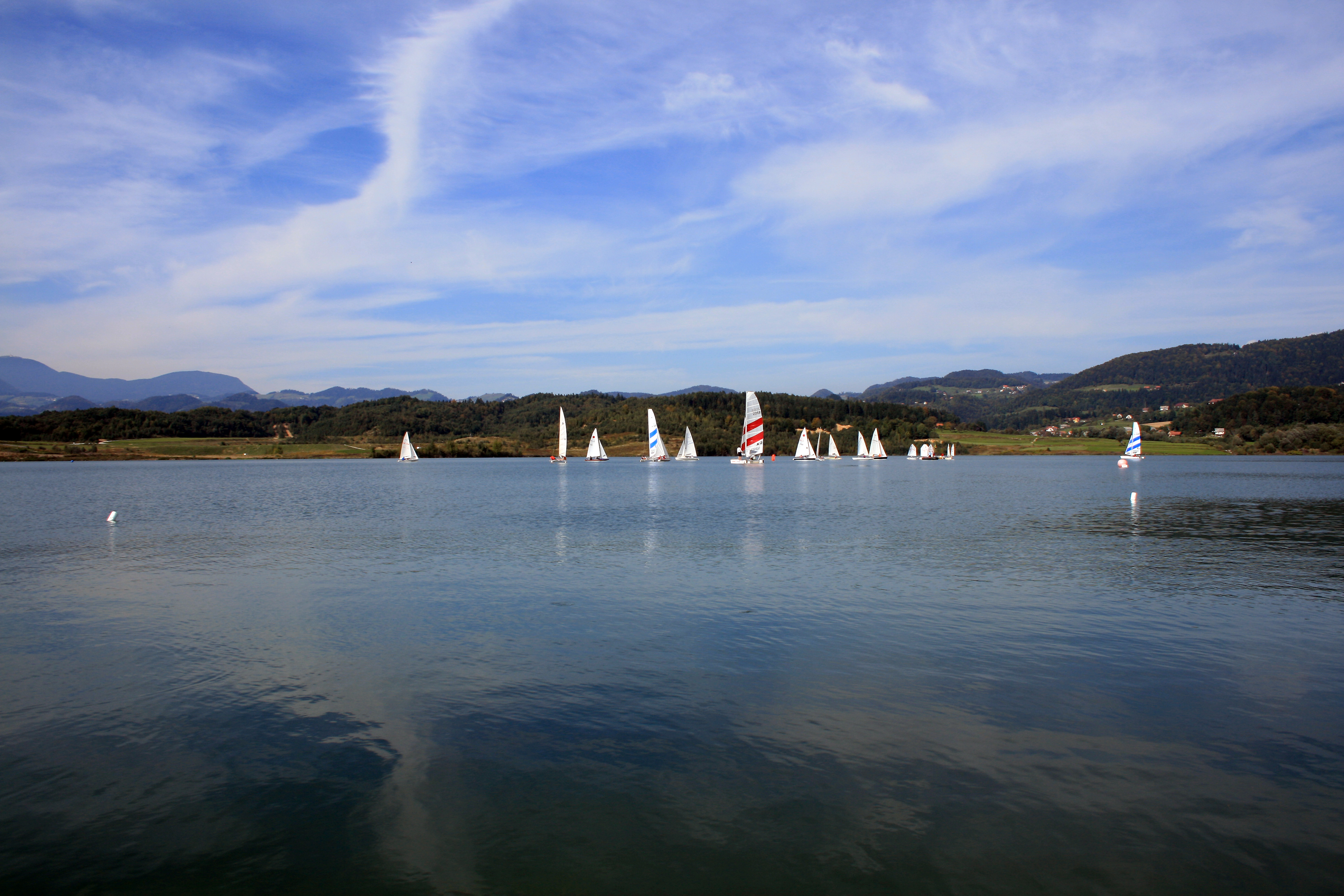
Il lago della cittadina

- Museo minerario sloveno
- Lago di Velenje
- Castello di Velenje

## Economia
Velenje è uno dei più importanti centri economici dello stato sloveno ed è dotato di moderne infrastrutture. Lo sviluppo economico si basa sull'energia e sull'edilizia. La tutela dell'ambiente, il settore artigianale e commerciale hanno creato uno sviluppo solido. La città dispone di tre grandi centri commerciali: Ipermercato Mercator, Velenje Velenjka, e Velenje Shopping Center.

## Infrastrutture e trasporti
Ci sono circa 15 treni al giorno diretti a Lubiana e Maribor nei giorni feriali, e fanno sosta a Celje con una durata di circa 2 o 3 ore. Ci sono invece solo quattro treni il sabato, nessuno la domenica. La stazione ferroviaria del paese si trova nella zona ovest.

## Amministrazione

### Gemellaggi
- Udine, dal 1991
- Spalato, dal 1975[2]
- Neath Port Talbot
- Esslingen sul Neckar

## Sport

### Calcio
Il NK Rudar Velenje è la massima società calcistica cittadina, che milita nella PrvaLiga slovena.